# コロンブス (映画)
『コロンブス』（原題: Christopher Columbus: The Discovery）は、1992年制作の映画。
クリストファー・コロンブスのアメリカ大陸到達500周年を記念して制作されたアメリカ、イギリス、スペインの合作映画である。

## 概要
コロンブスが大西洋を西に向かい東洋にたどり着く事を夢見て、様々な妨害や挫折に直面しながらも粘り強く努力を続け、ついにカスティーリャ王国のイサベル女王の支援を取り付けて出航し、新大陸にたどり着くまでを描いている。また本作では創作とされている『コロンブスの卵』のエピソードが出てくる。
これに対して、同時期にやはりコロンブスのアメリカ大陸到達500周年を記念して制作された『1492 コロンブス』は、コロンブスが新大陸に到達後、その“統治”に邁進し、挫折するまでを描いている。そのため、新大陸のシーンは『1492－』の方が圧倒的に多い。

## スタッフ
- 監督：ジョン・グレン
- 製作：アレクサンダー・サルキンド 、イリヤ・サルキンド
- 脚本：マリオ・プーゾ、ジョン・ブライリー、ケイリー・ベイツ
- 原案：マリオ・プーゾ
- 撮影：アレック・ミルズ
- 音楽：クリフ・エデルマン

## キャスト
| 役名                                                | 俳優                         | 日本語吹替 |
| --------------------------------------------------- | ---------------------------- | ---------- |
| クリストバル・コロン＝クリストファー・コロンブス    | ジョージ・コラフェイス       | 牛山茂     |
| トマス・デ・トルケマダ （ドミニコ会士・異端審問官） | マーロン・ブランド           | 阪脩       |
| フェルナンド2世                                     | トム・セレック               | 柴田秀勝   |
| イサベル女王                                        | レイチェル・ウォード         | 一柳みる   |
| マルティン・アロンソ・ピンソン（船主）              | ロバート・デヴィ             | 有本欽隆   |
| ベアトリス（コロンブスの妻）                        | キャサリン・ゼタ＝ジョーンズ | 相沢恵子   |
| アルバロ・アラナ                                    | ベニチオ・デル・トロ         | 荒川太郎   |

その他、池田勝、田中正彦、金尾哲夫、幹本雄之、宮本充、天田益男、喜多川拓郎、山口嘉三、結城比呂、長島雄一、成田剣、津田英三、西宏子、紗ゆり

## 備考
- 当初、コロンブス役はティモシー・ダルトンが、イサベル女王役はイザベラ・ロッセリーニが候補にあがっていた[3]。
- 劇中ではコロンブスの名は、スペイン語名のクリストバル・コロン（Cristóbal Colón）になっている。
- プロデューサーのアレクサンダー・サルキンド 、イリヤ・サルキンド親子は当初、監督にリドリー・スコットを指名したが、スコットはこれを断り、4ヶ月後、『1492 コロンブス』の監督になった[3]。
- サルキンド親子は、後のインタビューでこの映画の制作を後悔していると語った（興行も評価も『1492 コロンブス』の方に軍配が上がった）[4]。
- 『1492 コロンブス』（原題：1492: Conquest of Paradise）とどちらがコロンブスの名を（英語の）タイトルに付けるか裁判で争われた結果、『コロンブス』側が勝訴したため、『1492－』側はコロンブスの名をタイトルに付ける事が出来なかった。